# Krijtlandpad
Het Krijtlandpad (SP 7) is een streekpad in Zuid-Limburg in Nederland. Het pad loopt van Maastricht naar Vaals en terug, met een lengte van 90 kilometer. Het heeft een "doorsteek" tussen Slenaken en Gulpen met een lengte van 8 kilometer. Met de doorsteek kan de route tot ongeveer de helft ingekort worden. Het pad is in beide richtingen gemarkeerd met geel-rode tekens en in een gids beschreven. Het pad wordt beheerd door Wandelnet. Het pad is genoemd naar het Krijtland, dat ook bekend is onder de naam Mergelland, het deel van het Zuid-Limburgse Heuvelland waar mergel gewonnen wordt.
Het pad begint in Maastricht, volgt de Maas tot Eijsden, en loopt door een heuvellandschap langs Noorbeek en Slenaken naar Vaals. Van Vaals loopt de route langs Vijlen naar Gulpen en via Valkenburg en Berg en Terblijt naar Maastricht. Het pad voert onder meer door het fraaie Geuldal. Bij Valkenburg en Eijsden kruist de route die van het Pieterpad (LAW 9-II) en van het Pelgrimspad (deel 2).
De route is heuvelachtig; wandelaars doen er goed aan bij de planning van hun etappes daarmee rekening te houden.
Aansluitingen op het openbaar vervoer bestaan uit stations te Maastricht, Eijsden, Houthem-Sint Gerlach en Valkenburg, en busverbindingen met de meeste andere plaatsen.
Kampeermogelijkheden zijn er genoeg. In verband met drukte is het, met name in het hoogseizoen, aan te raden om te reserveren, en wellicht ook om zich van de aard van de camping op de hoogte te stellen. Sommige campings zijn gericht op een rustig publiek, andere bieden meer vertier voor met name jongeren. De snelst gelopen tijd voor het Krijtlandpad staat op naam van de Nederlandse ultraloper Daan Nieuwenhuis met een tijd van 8 uur, 8 minuten en 15 seconden.

## Bezienswaardigheden
Het Krijdlandpad voert langs diverse kerken, kastelen, wegkruisen, veldkapellen, mei-dennen, zwingelputten en watermolens. Enkele van deze bezienswaardigheden zijn:
Gouvernement in Maastricht
Kasteel Hoogenweerth
Kasteel Oost
Kasteel Eijsden
Kasteel van Mheer
Geologisch monument Terziet
Volmolen (Epen)
Grafheuvels Vijlenerbos
Drielandenpunt op de Vaalserberg
Hervormde kerk (Vaals)
Frankenhofmolen
Lambertusbron (Holset)
Klooster Wittem en Kasteel Wittem
Mariamonument (Gulperberg)
Kasteel Neubourg
Kerktoren van Gulpen
Wilhelminatoren, Grendelpoort en kasteelruïne
Irenekerk en openluchttheater Valkenburg
Vuursteenmijnen en Romeinse Katakomben
Château St. Gerlach
Kasteel Geulzicht
Rotswoningen en Geulhemmermolen
Curfsgroeve
Kasteel Geusselt en stadion De Geusselt

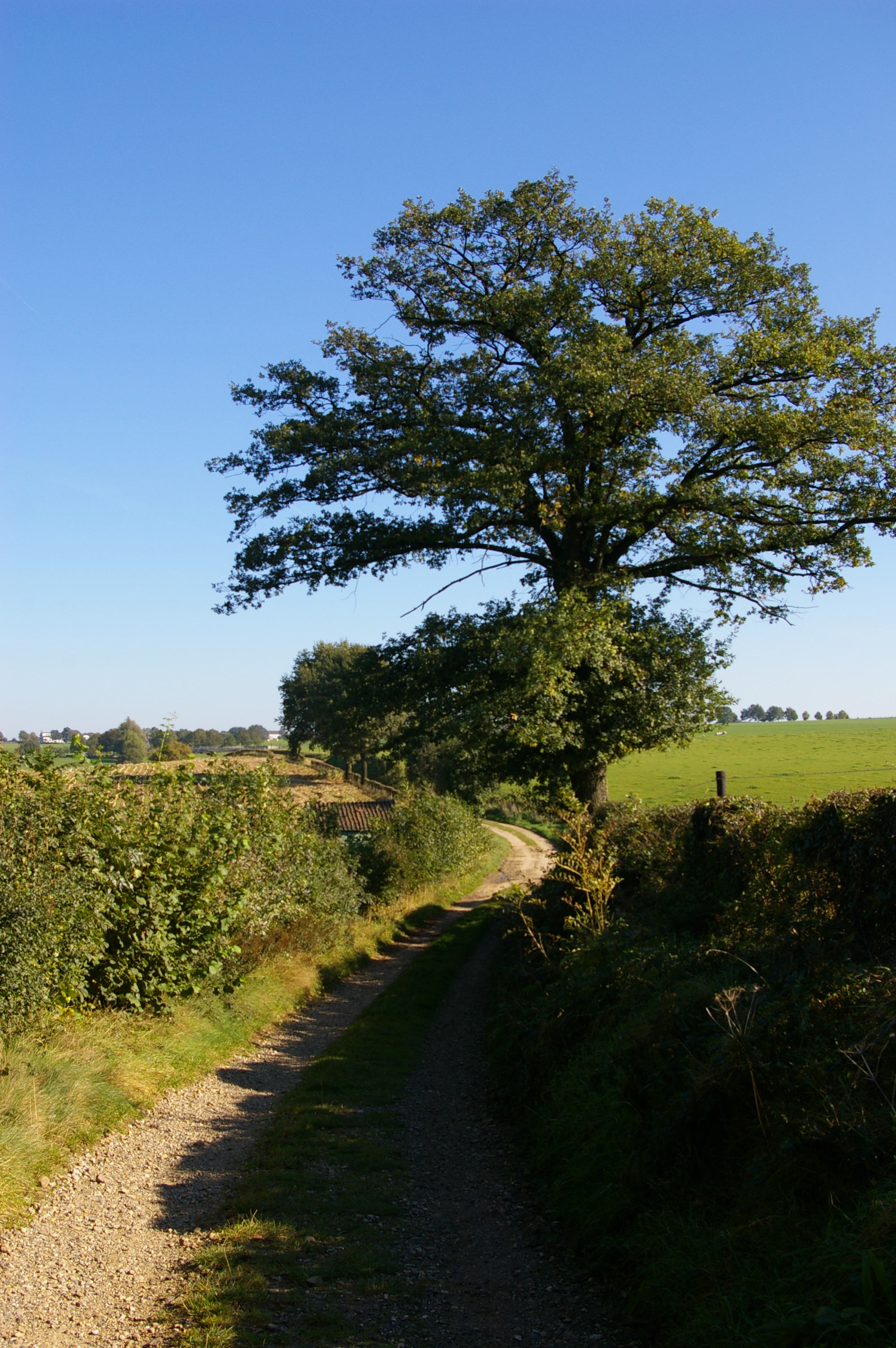
Tussen Noorbeek en Slenaken
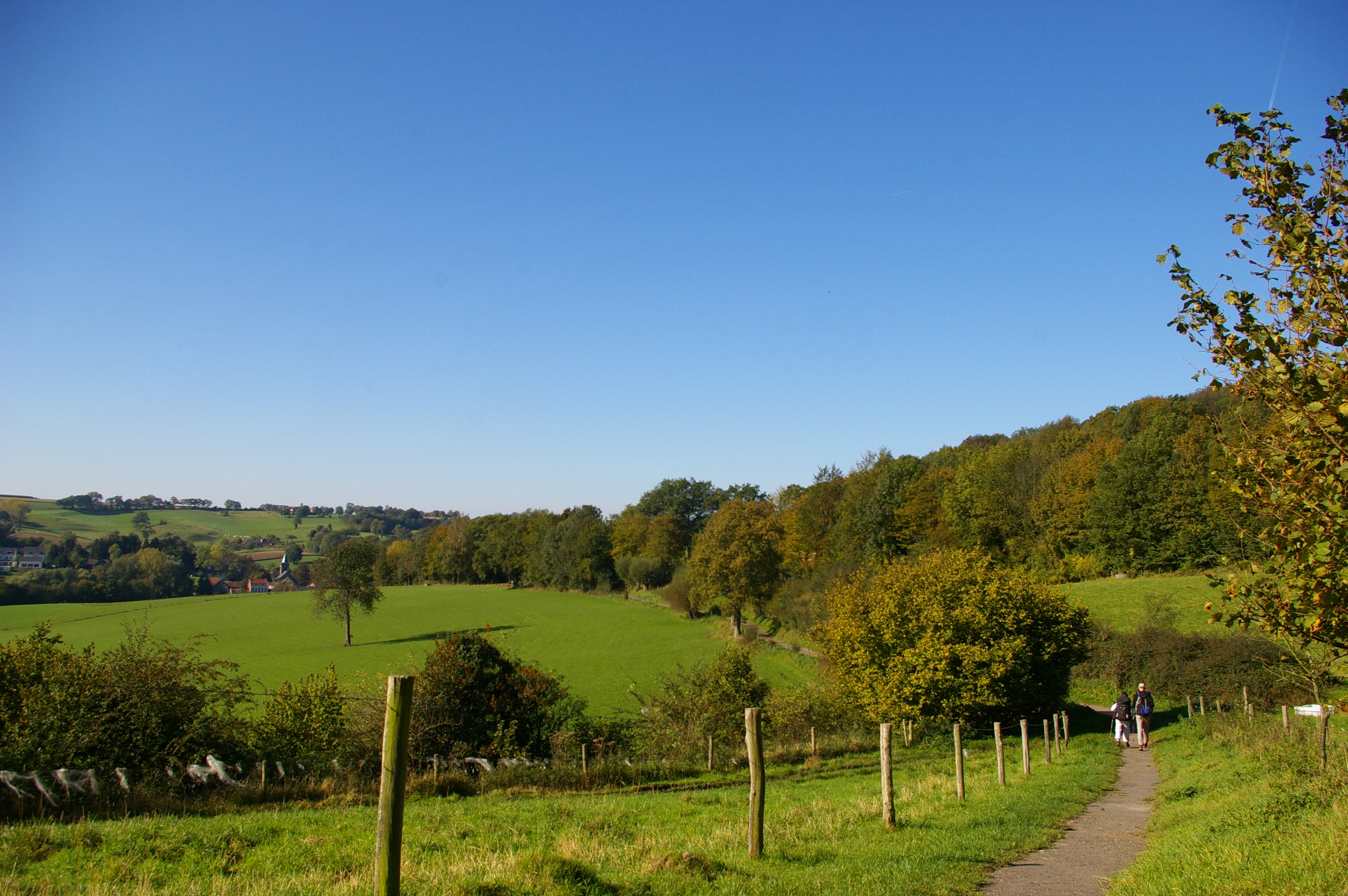
Gezicht op Slenaken, gezien vanaf de Loorberg
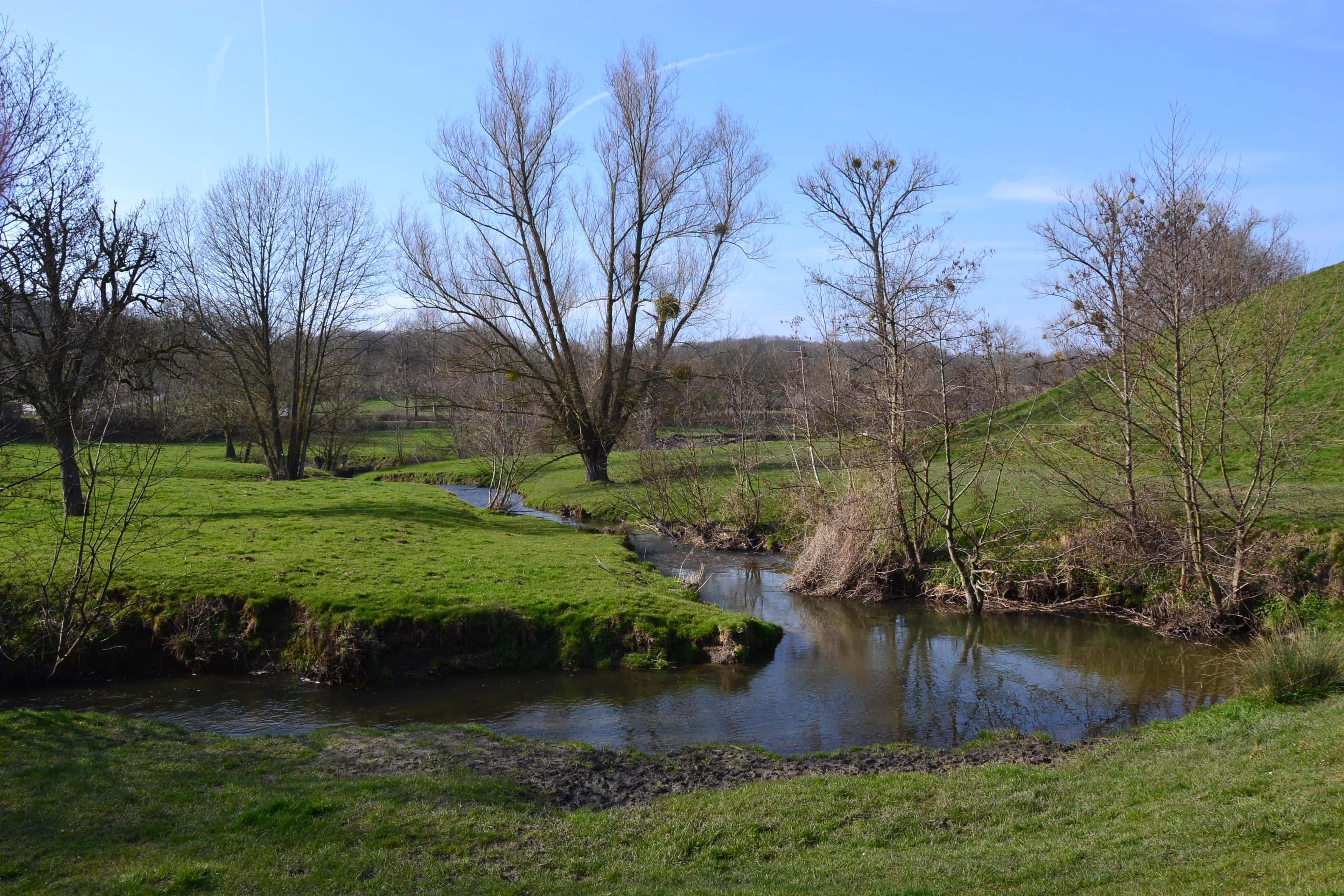
De Gulp bij Slenaken
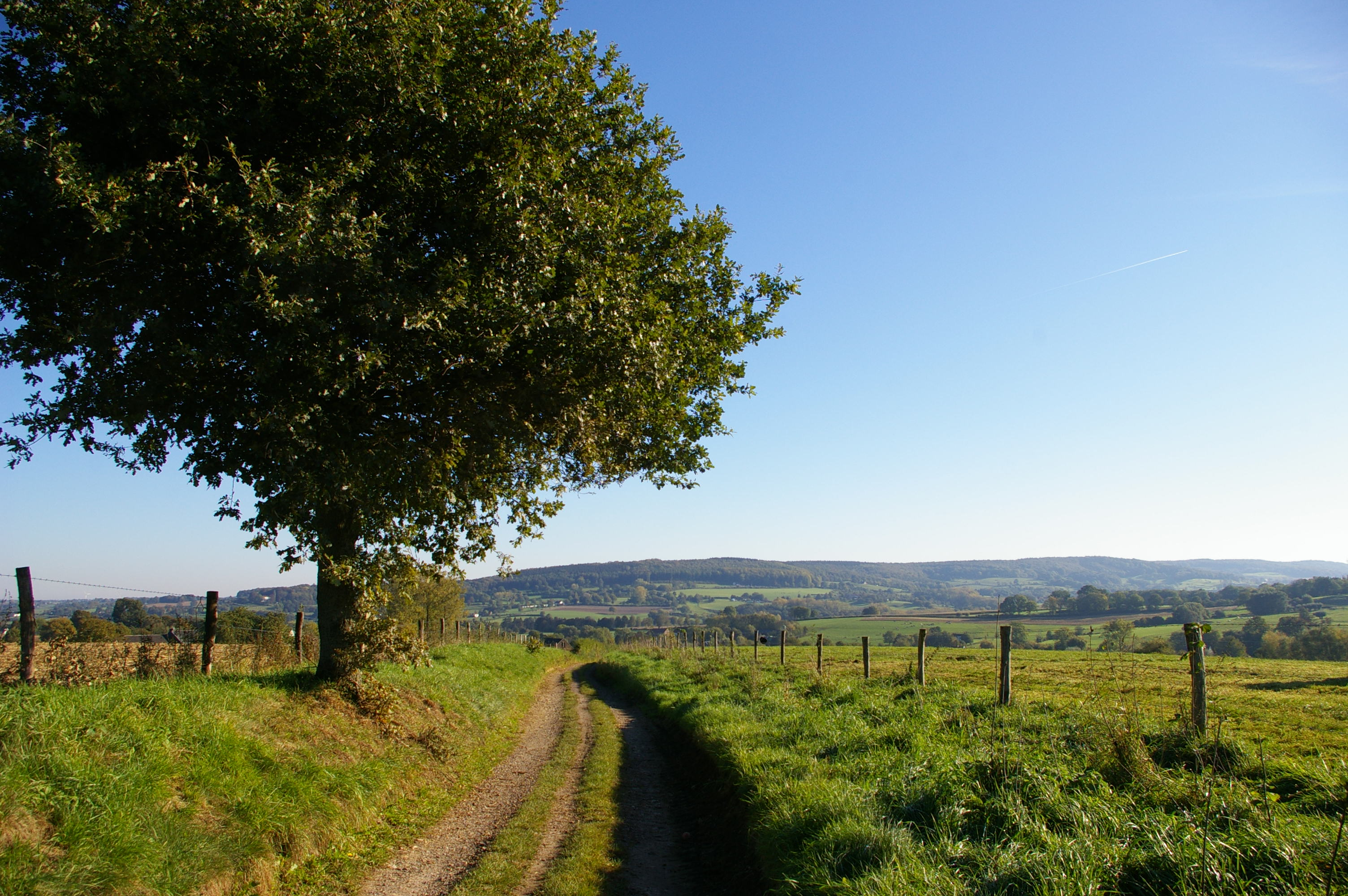
Bij Epen
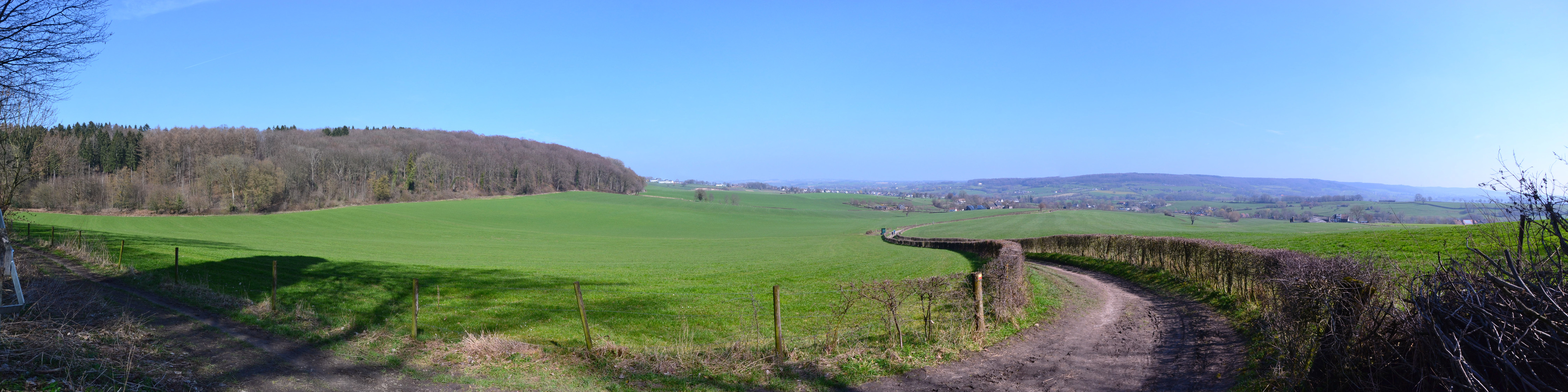
Panorama bij Epen
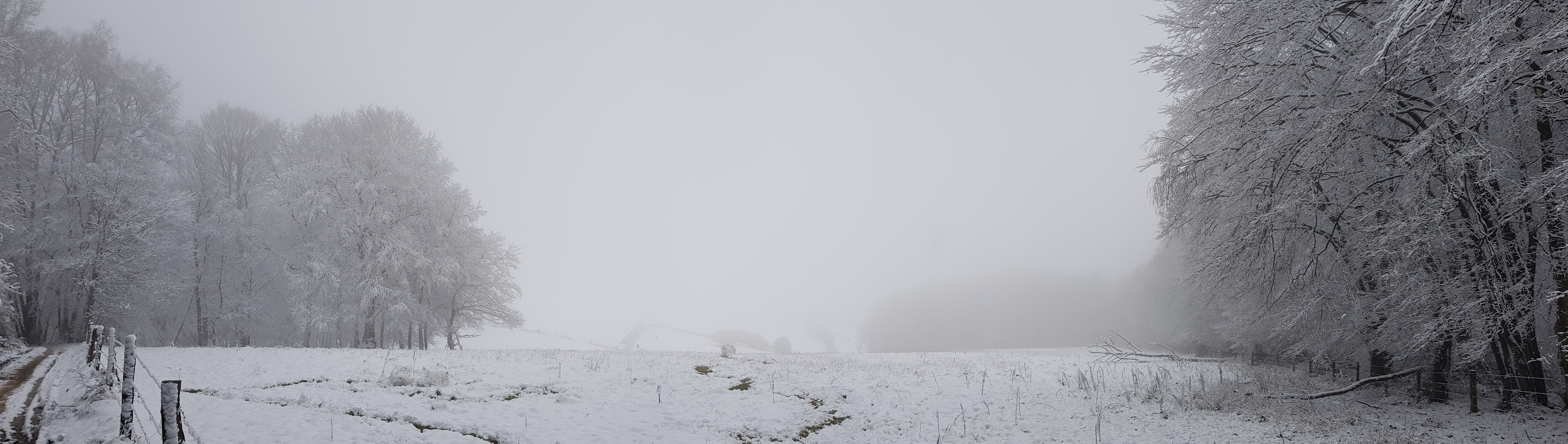
Vijlenerbos
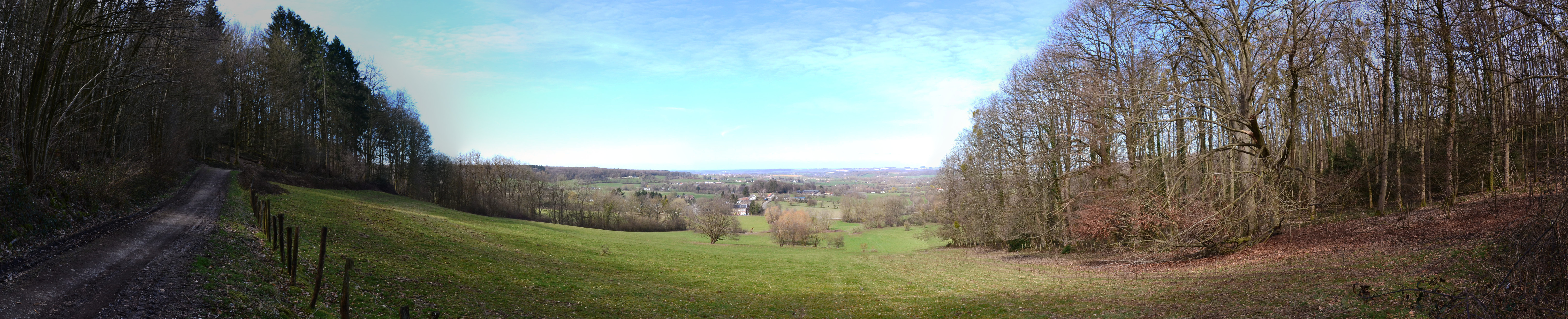
Nabij het Drielandenpunt
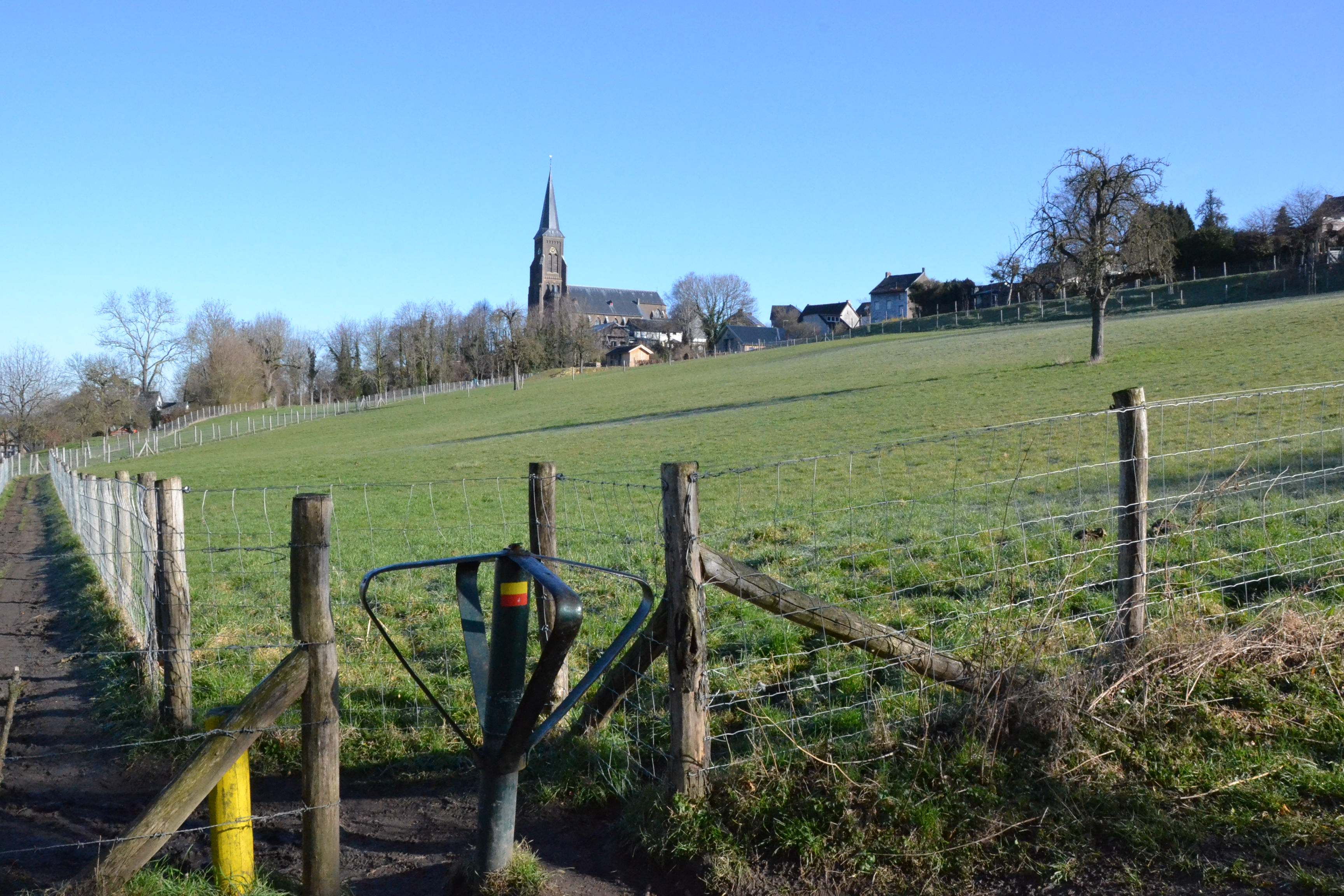
Gezicht op Vijlen met op de voorgrond een 'sjtiegelke'
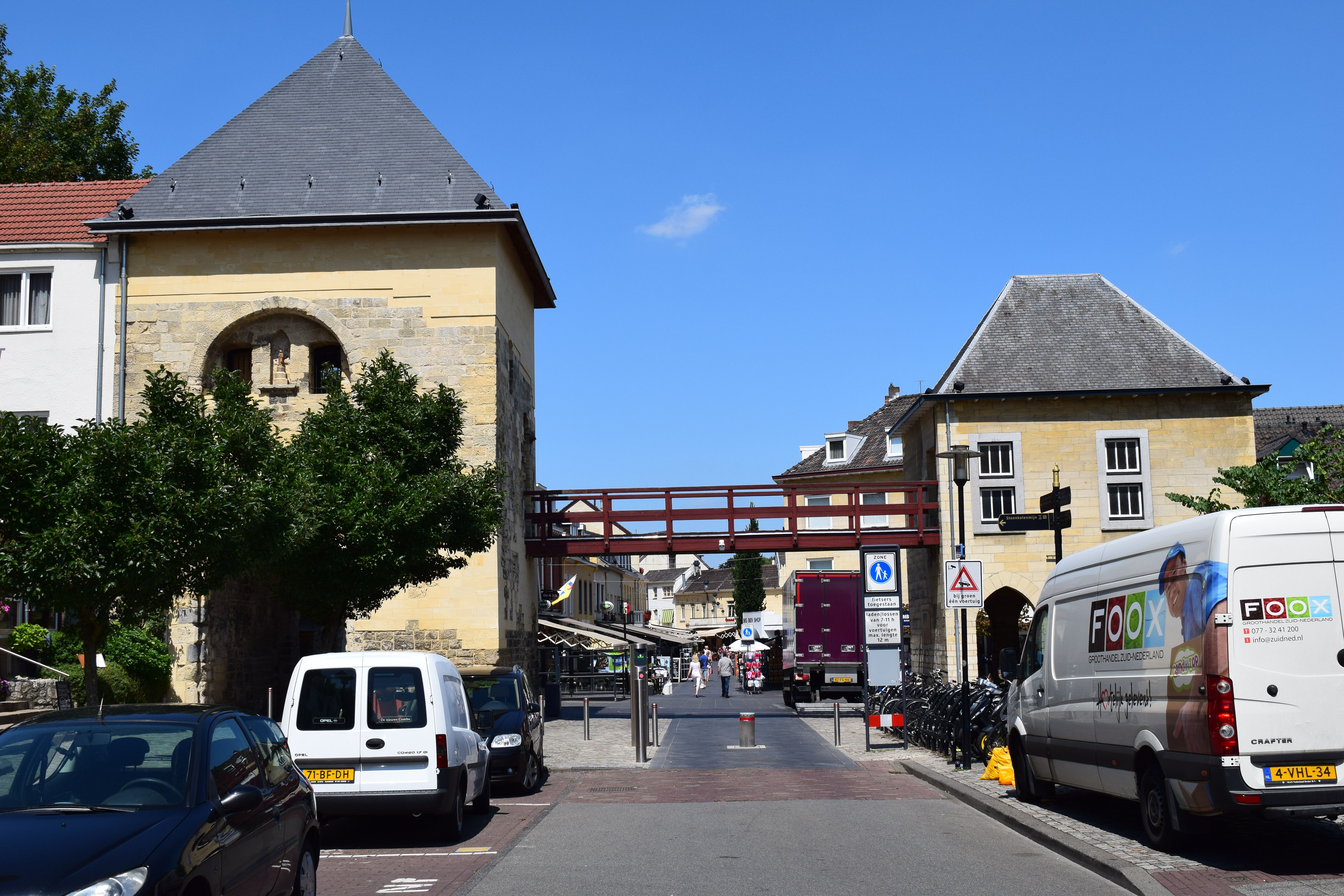
Centrum van Valkenburg
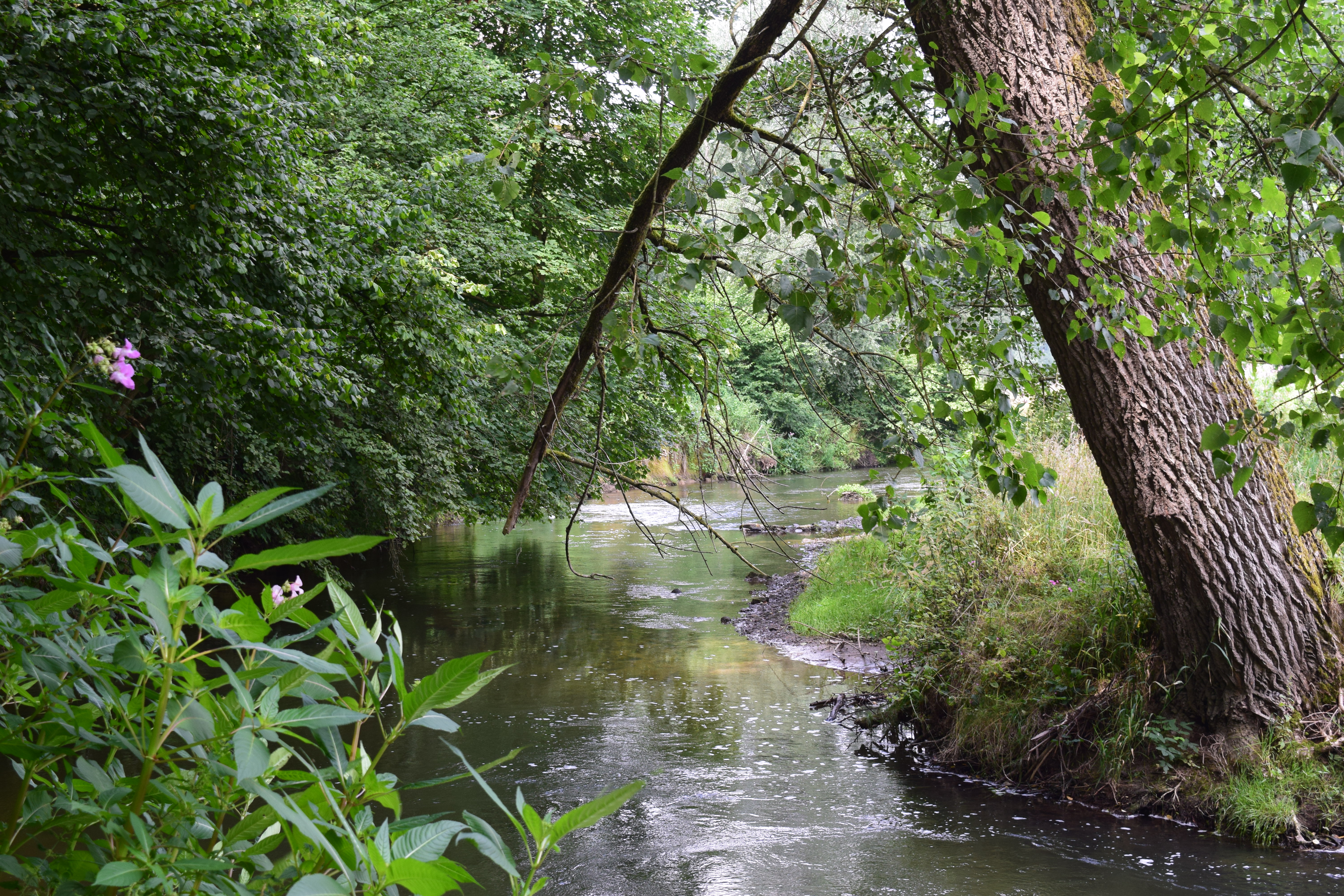
Tussen Valkenburg en Berg